# Medalha Freyssinet
A Medalha Freyssinet (em inglês:  Freyssinet Medal) é um prêmio de engenharia construtiva em concreto da Fédération internationale du béton (fib) e sua organização predecessora fip. É nomeada em memória do pioneiro da construção de aço Eugène Freyssinet e é concedida a cada quatro anos.

## Recipientes
- 1970 Nicolas Esquillan, Ulrich Finsterwalder, Riccardo Morandi
- 1974 Fritz Leonhardt, Tung-Yen Lin, Wiktor Michailow
- 1978 Paul Abeles,  Alexei Alexejewitsch Gwosdew, Franco Levi
- 1982 Max Birkenmaier, Ben C. Gerwick
- 1986 Shunji Inomata, Roger Lacroix
- 1990 Christian Menn, Jörg Schlaich
- 1994 Alexander Scordelis, Hans Wittfoht, René Walther
- 1998 Jan Moksnes, Jean Muller
- 2002 John E. Breen, Gert König
- 2006 Michel Virlogeux, Heinz Isler
- 2010 Nigel Priestley, Jiří Stráský
- 2014 Armando Rito, Joost Walraven
- 2018 Rudy Ricciotti (França), Jean-François Klein (Suíça), Giuseppe Mancini (Itália)